# 堀越正巳
堀越正己（ほりこし まさみ、1968年11月27日- ）は、日本の元ラグビー選手・指導者である。元早稲田大学ラグビー蹴球部、元神戸製鋼コベルコスティーラーズ選手。現在は立正大学ラグビー部監督。埼玉県熊谷市出身。選手時代のポジションはスクラムハーフ (SH)。

## 経歴

### 選手時代
中学時代までは野球に熱中しプロ野球選手を目指していたが、背の低さのため断念すると、先輩の勧めもあって県下のラグビー強豪校だった熊谷工業高校に進学。1年時からスクラムハーフを務めると、全国高校大会では控え選手としてベスト4。2年時には埼玉県選抜に選ばれ国民体育大会で初優勝、全国高校大会ではベスト4。3年時には高校日本代表に選出されニュージーランド遠征に参加、全国高校大会では準優勝を経験した。
1987年、早稲田大学に進学しラグビー蹴球部に入部。同年9月20日に行われたアイルランド学生代表戦からレギュラーを務め
、大学選手権優勝（1987年、1989年）、日本選手権優勝（1987年）などに貢献した。大学時代は「モグ」の愛称で呼ばれ、忍者のような神出鬼没で機敏な動き、鮮やかなパスワーク、敵ディフェンスの穴を突く巧みさから同郷の先輩である宿沢広朗の再来と称された。また、4年時には主将を務め、吉田義人が率いる明治大学ラグビー部との間で好勝負を繰り広げた。
1991年、大学卒業後は神戸製鋼に入社し、ラグビー部に入部。イギリスへの海外赴任を約束した生命保険会社への就職を考えていたが、平尾誠二をはじめ多くの代表選手が所属していたことから就職先として選んだ。神戸製鋼では日本選手権7連覇の4連覇以降に貢献、主将も務めた。その後、1999年2月28日に行われた日本ラグビーフットボール選手権大会決勝の東芝府中戦が、神戸製鋼での最後の試合となった。
日本代表には大学2年時から選出され、通算キャップ数は26。東芝府中所属の村田亙と正SHの座を争い、ワールドカップには1991年の第2回大会と1995年の第3回大会に出場した。その後、神戸製鋼を退社した後も、平尾が監督を務める日本代表の招集を受けていたため、立正大学での監督業と兼務する形でプレーを続けた。1999年の第4回大会への出場を目指していたが、元ニュージーランド代表のグレアム・バショップが新たに代表入りしスクラムハーフのレギュラーを獲得したため、同年8月に発表された最終登録メンバーからは落選。2000年に行われた全早慶明対抗試合の全慶大戦に全早大の選手として出場したのが引退試合となった。

### 引退後
1998年シーズンをもって神戸製鋼を退社し、1999年4月に故郷・埼玉県熊谷市の立正大学ラグビー部監督に就任した。2004年、1部入替戦で拓殖大学に勝利し関東大学ラグビーリーグ戦グループ1部昇格に導いたが、2007年に2部に降格。2012年、1部入替戦で関東学院大学に勝利し再び1部昇格を果たしたが、2014年に2部に降格した。
2014年、7人制ラグビーのクラブチーム「ARUKAS KUMAGAYA」が設立されたことに伴い、同チームの理事およびゼネラルマネージャーに就任した。同チームは堀越らからの働きかけをきっかけに誕生したもので、女子ラグビー選手の強化育成や指導者養成、地域への普及のほか、オリンピックでのメダル獲得を目標として掲げている。
2015年、ラグビーワールドカップ2019の熊谷開催の広報を担う埼玉ラグビーアンバサダーに就任した。

## 出演
テレビ
- ひるおび!（TBS系列、2018年1月～。月曜午前コメンテーター）

## 著書
- 『勝つためのチームメイク』講談社、2000年。ISBN 978-4062104845。